# James (band)
James is een indiegroep uit Manchester die tussen 1981 en 2001 negen albums opnam. In 2007 werd de band heropgericht. 
De band kende een moeizaam begin van hun carrière in de jaren 80. Vanaf het begin van de jaren negentig groeide de band echter uit tot een populaire naam in de Britse indiescene. Er werden zelfs kleine hits gescoord met "Sit Down" en "Laid".

## Discografie

### Albums
Tussen haakjes staan de hoogste posities die de albums in de albumcharts van het Verenigd Koninkrijk en de Verenigde Staten hebben bereikt.
| Studio - 1986 Stutter (UK #68) - 1988 Strip-mine (UK #90) - 1990 Gold Mother (UK #2) - 1992 Seven (UK #2) - 1993 Laid (UK #3, US #72) - 1994 Wah Wah (UK #11) - 1997 Whiplash (UK #9, US #158) - 1999 Millionaires (UK #2) - 2001 Pleased to Meet You (UK #11) - 2008 Hey Ma (UK #10) - 2010 The night before - 2010 The morning after - 2014 La Petite Mort - 2016 Girl at the End of the World - 2018 Living In Extraordinary Times - 2021 All The Colours Of You - 2024 Yummy | Live-albums - 1989 One Man Clapping - 2002 Getting Away With It... Live (UK #102) - 2008 Live in 2008 Compilaties - 1991 James - 1998 The Best Of (UK #1) - 2001 B-Sides Ultra - 2004 The Collection (UK #43) - 2006 20th Century Masters: James - 2007 Fresh as a Daisy - The Singles (UK#12) |